# Barão das Lajes
Barão das Lajes, pela grafia original Barão das Lages, é um título nobiliárquico criado por D. Maria II de Portugal, por Decreto de 10 de Novembro de 1840, em favor de José Teixeira de Mesquita.
Titulares
1. José Teixeira de Mesquita, 1.º Barão das Lajes;
2. Zeferino Teixeira Cabral de Mesquita, 2.º Barão das Lajes;
3. Luís Zeferino Carneiro de Vasconcelos de Melo Cabral, 3.º Barão das Lajes.

Após a Implantação da República Portuguesa, e com o fim do sistema nobiliárquico, usaram o título: 
1. Luís de Lencastre Carneiro de Vasconcelos, 4.º Barão das Lajes;
2. Francisco José Carneiro de Vasconcelos, 5.º Barão das Lajes, 4.º Visconde de Vilarinho de São Romão;
3. Luís Manuel Ferreira Ferrão de Vasconcelos, 6.º Barão das Lajes, 5.º Visconde de Vilarinho de São Romão.